# Katlego Kai Kolanyane-Kesupile

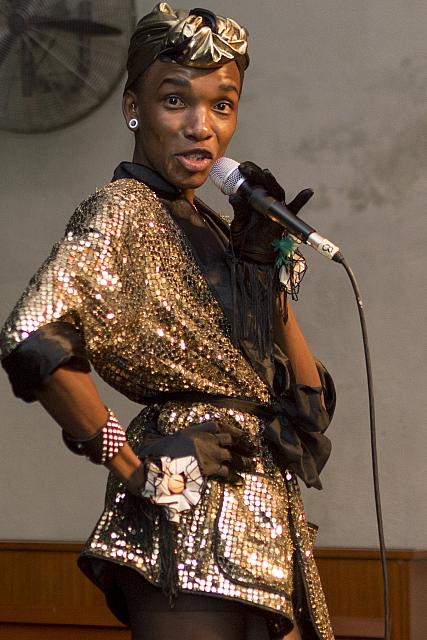
Kat Kai Kol-Kes

Katlego Kai Kolanyane-Kesupile (sinh tháng 1 năm 1988, còn được gọi là Kat Kai Kol-Kes) là một nghệ sĩ trình diễn, nhạc sĩ, nhà văn và nhà hoạt động LGBT từ Botswana. Cô được biết đến là nhân vật đầu tiên công khai trước công chúng mình là người chuyển giới. Cô cũng là người đầu tiên từ Botswana có tên trong TED Fellow.

## Tiểu sử
Kolanyane-Kesupile sinh vào tháng 1 năm 1988 tại Francistown. Cô là người chuyển giới đầu tiên công khai ở Botswana, điều mà cô đã làm vào năm 2013. Kolanyane-Kesupile học tại trường tiểu học Clifton. Cô chuyển đến một trường nội trú ở Durban khi cô mười tám tuổi. Kolanyane-Kesupile nhận bằng cử nhân sân khấu tại Đại học Witwatersrand và lấy bằng thạc sĩ về Nhân quyền, Văn hóa và Công bằng Xã hội từ Goldsmiths, Đại học London. Cô đã trở thành một học giả Chevening vào năm 2016.
Kolanyane-Kesupile là người sáng lập Lễ hội Queer Shorts Showcase Festivalr, đây là lễ hội sân khấu đầu tiên về chủ đề LGBT và duy nhất tại Botswana. Cô cũng viết cho Tạp chí Peolwane, Tạp chí Kalahari, The Washington Blade và AfroPUNK.com. Kolanyane-Kesupile cũng chơi trong một ban nhạc, Chasing Jakyb. Cô viết bài hát cho nhóm bằng cả tiếng Anh và tiếng Tswana. Nhóm đã phát hành một album, Bongo Country, vào năm 2015.
Kolanyane-Kesupile là một danh hiệu xuất sắc nhất năm 2013/2014 của Botswana trong hạng mục Nghệ thuật biểu diễn. Cô được vinh danh là Á quân với Giải Lãnh đạo trẻ của Queen's Young 2015. Cô còn biết đến là thành viên toàn cầu của TED năm 2017 và là Motswana đầu tiên nhận về danh hiệu này. Năm 2018, cô góp mặt trong danh sách 100 Phụ nữ của OkayAfrica.